# Lleó de Nèmea

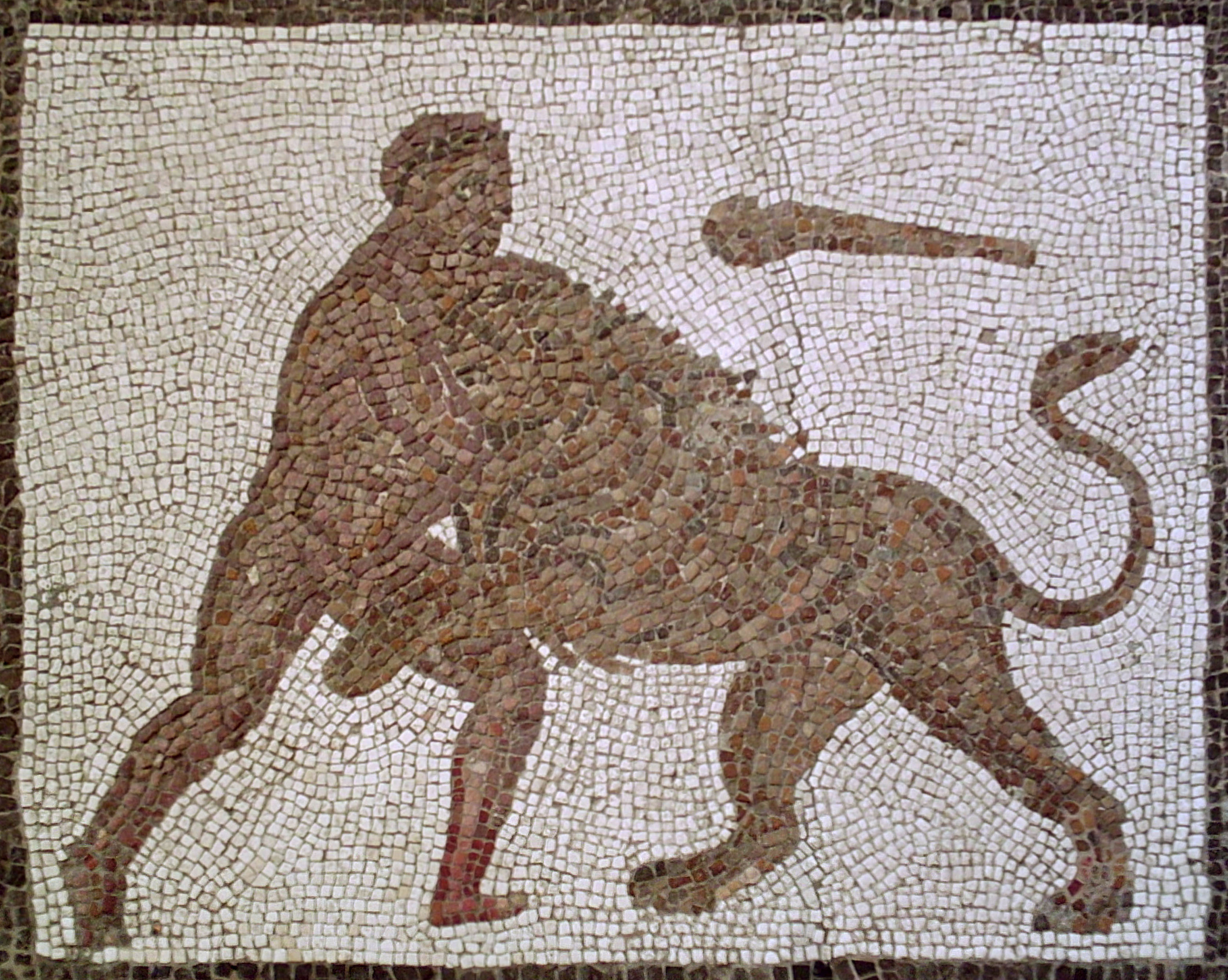
Hèracles lluitant contra el Lleó de Nèmea (mosaic romà trobat a Llíria -País Valencià- i dipositat al Museu Arqueològic Nacional d'Espanya a Madrid, circa primera meitat del).

Segons la mitologia grega, el Lleó de Nèmea (en grec antic ὁ λέων τῆς Νεμέας; en llatí Leo Nemaeus) fou una fera que infonia terror als camps de Nèmea, a l'Argòlida. Se sol considerar fill de Tifó i  Equidna o d'Ortre i Quimera, encara que també s'ha dit que hi hauria caigut des de la lluna, com a fill de Zeus i Selene. Una tercera versió és que va ser fill de Quimera.
La seua captura i mort va ser el primer dels dotze treballs d'Hèracles. Diuen que era invulnerable, i per això l'heroi, per abatre'l, l'hagué d'estrangular. Després li tragué la pell i se'n va fer una capa. Els déus el van transformar en la constel·lació del Lleó.

## La mort del lleó
El primer dels dotze treballs d'Hèracles va ser matar el lleó de Nèmea. El lleó infundia terror als voltants de Nèmea, i tenia una pell tan gruixuda que resultava impenetrable per les armes. Quan Hèracles es dirigia a caçar el lleó es va hostatjar a Cleones, a casa d'un home pobre anomenat Molorc, i després anà cap al cau de la fera.
Quan Hèracles es va enfrontar a ell per primera vegada, utilitzant el seu arc i les seves fletxes, un garrot fet d'una olivera (que ell mateix havia arrancat de la terra) i una espasa de bronze, totes les armes van resultar inútils. El cau de l'animal tenia dues entrades: Hèracles va atiar-lo fins que l'animal va penetrar en el cau, va obstruir una de les entrades per tal d'acorralar-lo per l'altra, on va ofegar-lo tot ficant-li un braç per la gola fins a asfixiar-lo. En algunes variants, Hèracles estrangula realment a la bèstia.
Hèracles va portar el cos del lleó a Micenes per tal que el veiés el rei Euristeu, el qual elegia les tasques que havia d'acomplir l'heroi en el camí dels dotze treballs. Però aquest es va espantar tant que va prohibir a Hèracles tornar a entrar mai a la ciutat, i va ordenar-li que des d'aquell moment li mostrés el fruit dels seus treballs des de fora. Euristeu va manar als seus ferrers que li forgessin un vas de bronze que va amagar sota terra, en el qual es refugiava cada vegada que anunciaven Hèracles, i li comunicava les seves instruccions a través d'un herald.
Hèracles va emprar hores intentant escorxar el lleó sense èxit. Per fi Atena, disfressada de vella bruixa, va fer-lo adonar-se que les millors eines per tallar la pell eren les mateixes urpes del lleó. D'aquesta forma, amb una petita intervenció divina, va aconseguir la pell del lleó, que des d'aleshores va vestir a manera d'armadura.